# Axwell
Аксель Кристофер Хедфорс (швед. Axel Christofer Hedfors; род. 18 декабря 1977 в Лунде, Швеция) — шведский диджей, продюсер, музыкант, ремиксер, владелец собственного лейбла Axtone. Больше известен под псевдонимом Аксвелл (Axwell). Входит в состав коллектива Swedish House Mafia. В 2011 году журнал DJ Magazine объявил итоги Top 100 DJ Poll, Axwell занял 12 место.

## Биография
В конце 2004 Axwell выпустил мировой хит, «Feel The Vibe», который был переиздан Ministry of Sound в 2005 с добавлением вокала Tara McDonald как «Feel The Vibe ('Til The Morning Comes)».
Так же успех принёс проект «Mambana» — его сотрудничество с Isabel Fructuoso (известная как Afro Medusa). Подписав контракт с Soulfuric Recordings, они выпустили три трека с 2002 года. «No Reason» был их дебютный сингл, который попал на первое место во всех чартах этого лета и был включён в сеты всех известных DJ-ев, таких как Little Louie Vega, Danny Rampling и Ben Watt. Следующими были синглы «Felicidad» и «Libre». «Libre» был выпущен в 2003 и стал более популярным, чем его предшественник. Было продано более полумиллиона копий сборника «Libre».
В 2003 году Axwell записывается на Лондонском лейбле «suSU» (британский филиал Masters At Work) под псевдонимом Starbeach. Трек называется «Get Naked» с вокалом D’Empress (из Mutiny). Это была его версией классической «High Energy» Эвелин Тома. Осенью 2003 «Wait A Minute» Axwell-а, с вокалом Nevada, был выпущен на суб-лейбле Soulfuric-а—Device. Эта песня была клубным хитом и получила признание таких DJ-ев, как Pete Tong, Junior Jack, Kid Creme и David Guetta.
В промежутках между всем этим, Axwell занимается производством ремиксов для других артистов — последние миксы включили Usher — «Burn» (BMG), Room 5 — «Make Luv» (Positiva), Clipse & Faith Evans — «Ma, I Don’t Love Her» (RCA), Stonebridge — «Put 'Em High» (Hed Kandi), N*E*R*D — «Maybe» (Virgin), а в последнее время Hard-Fi — «Hard To Beat», Deep Dish — «Dreams», Pharrell — «Angel», Нелли Фуртадо — «Promiscuous» и Мадонна -«Jump».
В дополнение к переизданию «Feel The Vibe» на Ministry Of Sound, он создаёт несколько клубных ремиксов и несколько собственных треков, а также его сотрудничество с Sebastian Ingrosso на «Ernesto vs Bastian» — «Dark Side Of The Moon». Наряду со своими личными работами, он создаёт «Together» с шведским продюсером Ingrosso. Наиболее успешным релизом Axwell в 2005 был «Watch The Sunrise», со Steve Edwards на вокале. Трек завоевывает 3-е место в британских «UK Dance Singles Chart» и BBC Radio 1 Dance Chart. Так же Axwell нашёл время для создания своего собственного лейбла Axtone.
Весной 2006, Axwell и Steve Angello, под псевдонимом Supermode, делают ремикс на Bronski Beat — «Smalltown Boy», создают «Tell Me Why». Он был выпущен на лейбле Data. Позже он объединится с Eric Prydz и напишет треки 123 и 321, выпущенные под псевдонимом Axer.
Осенью 2006 года, Axwell дебютирует в сотне лучших диджеев планеты, по версии популярного британского издания DJ Magazine, под номером 93.
В августе 2007, Axwell совместно с Max'C создают трек «I Found U», который добрался до 6-го места в UK Singles Chart.
12 августа 2007, Axwell, Steve Angello и Sebastian Ingrosso играют «Main Room» на «Cream Amnesia» (под псевдонимом The Swedish House Mafia) как часть Radio 1’s Essential Mix Ibiza. Живой сет получил множество положительных отзывов.
В 2011 году занял первое место в «Ibiza DJ Awards» в номинации Лучший House DJ, опередив таких звёзд как Боб Синклер (2-е место) и David Guetta (3-е место).

### Swedish House Mafia
Проект был образован в конце 2008 года. В группу вошли три хаус DJ-я и продюсера: Axwell, Steve Angello и Sebastian Ingrosso. Шведская хаус-мафия выпустила свой первый сингл «One» под именем Swedish House Mafia 26 мая 2010 года, где он добился международного успеха. 24 июня 2012 года на своем официальном сайте разместили объявление о приостановке деятельности проекта. Axwell заявил, что продолжит свою карьеру сольно. Однако, после пятилетнего перерыва, 25 марта 2018 года, на Ultra Music Festival, Swedish House Mafia объявила о своем возвращении и закрыла фестиваль своим горячим сетом.

### Личная жизнь
Axwell женат на художнице Гольнар-Глория Хагпассанд (Golnar-Gloria Haghpasand).

## Дискография

### Сольная карьера

#### Синглы
- 1999: «Funkboy»
- 2000: «Jazz Player»
- 2000: «Pull Over»
- 2002: «Black Pony» (with Stonebridge as Playmarker)
- 2002: «Lead Guitar»
- 2002: «Burning» (with Robbie Rivera)
- 2003: «Burning — The Remixes» (with Robbie Rivera)
- 2003: «High Energy» (feat. Evelyn Thomas)
- 2003: «Wait A Minute» (with Nevada Cato)
- 2004: «Feel The Vibe» (feat. Errol Reid)
- 2005: «Feel The Vibe (Til The Morning Comes)» (feat. Errol Reid and Tara McDonald)
- 2005: «Together» (with Sebastian Ingrosso feat. Michael Feiner)
- 2005: «Watch The Sunrise» (feat. Steve Edwards) #70 UK
- 2007: «I Found U» (feat. Max C) #6 UK
- 2007: «Get Dumb» (with Steve Angello, Sebastian Ingrosso and Laidback Luke)
- 2007: «It’s True» (with Sebastian Ingrosso vs. Salem Al Fakir)
- 2007: «Submariner»
- 2008: «What A Wonderful World.» (with Bob Sinclar feat. Ron Carroll)
- 2008: «Open Your Heart» (with Dirty South feat. Rudy
- 2009: «Leave The World Behind» (feat. Deborah Cox with Steve Angello, Sebastian Ingrosso and Laidback Luke)
- 2010: «Nothing But Love For You» (feat. Errol Reid)
- 2011: «Heart is King»
- 2013: «Center of the universe» (feat. Magnus Carlsson)
- 2013: «I Am» (feat. Taylr Renee with Sick Individuals)
- 2015: «Waiting For So Long (Gloria)»
- 2016: «Barricade»
- 2016: «Belong» (with Shapov)
- 2018: «Nobody Else»

#### Официальные ремиксы
- 2000: Domenicer — Dolce Marmellata
- 2000: Elena Valente — Love Is
- 2000: Juni Juliet — Back in My Arms
- 2000: Da Buzz — Let Me Love You
- 2000: Tin Pan Alley — My Love Has Got a Gun
- 2000: Antiloop — Only U
- 2000: Stonebridge feat. Dayeene — I Like
- 2000: Lutricia McNeal — Sodapop
- 2001: Cape — L.O.V.E
- 2001: Bikini — Nite&Day
- 2001: EasyStreet feat. Nevada — Be with You
- 2001: Sahlene — House
- 2001: MixMaster — Latin Session
- 2001: Murcielago — Los Americanos
- 2001: LoveSelective — El Bimbo Latino
- 2001: MowRee — Luv Is Not to Win
- 2001: Mendez — Blanca!
- 2001: OceanSpirit — Bourbon Street
- 2001: Waako — I Get Lifted
- 2001: MixMaster & Axwell — Summerbreeze
- 2002: Enamor — I Believe
- 2002: Mendez — Adrenaline
- 2002: Michelle Wilson — Love Connection
- 2002: L’Stelle — Let It Go
- 2002: Playmaker — Black Pony
- 2002: Mendez — No Criminal
- 2002: Robbie Rivera — Burning
- 2002: Deli pres. Demetreus — BetterLove
- 2002: Afro Angel — Join Me Brother
- 2002: Soulsearcher — Feelin' Love
- 2002: Room 5 — Make Luv
- 2003: Clipse feat. Faith Evans — Ma, I Don’t Love Her
- 2003: The Attic — Destiny
- 2003: Souledz — You Can’t Hide Your Love
- 2003: Eric Prydz — Slammin'
- 2004: Mia Taylor — Shine
- 2004: Usher — Burn
- 2004: DJ Flex — Love 4 U
- 2005: Rasmus Faber — Get Over Here
- 2005: Average White Band — Let’s Go Round Again
- 2005: C-Mos — 2 Million Ways
- 2005: Jerry Ropero & Dennis the Menace — Coração
- 2005: Roger Sanchez — Turn on the Music
- 2005: Hard Fi — Hard to Beat
- 2005: Ernesto vs. Bastian — Dark Side of the Moon (feat. Sebastian Ingrosso)
- 2005: Deep Dish feat. Stevie Nicks — Dreams
- 2005: Pharrell — Angel
- 2006: Bob Sinclar — World, Hold On
- 2006: Lorraine — Transatlantic Flight
- 2006: Nelly Furtado — Promiscuous
- 2006: Moby and Mylène Farmer — Slipping Away (Crier la Vie)
- 2006: Madonna — Jump
- 2006: Sunfreakz — Counting Down the Days
- 2007: Bob Sinclar — Feel for You
- 2007: Faithless — Music Matters
- 2007: Dirty South — Let It Go
- 2008: Hard Fi — I Shall Overcome
- 2008: TV Rock feat. Rudy — Been a Long Time
- 2008: Adele — Hometown Glory
- 2008: Abel Ramos & Miss Melody — Rotterdam City of Love (Re-Edit of Original Mix)
- 2009: TV Rock feat. Rudy — In the Air
- 2009: The Temper Trap — Sweet Disposition (feat. Dirty South)
- 2010: Prok & Fitch feat. Nanchang Nancy — Walk with Me (feat. Daddy's Groove)
- 2010: Adrian Lux — Teenage Crime
- 2010: Adrian Lux — Teenage Crime (Remode with Henrik. B)
- 2011: Hard Rock Sofa & St. Brothers — Blow Up (feat. Thomas Gold)
- 2011: David Tort feat. Gosha — One Look (Axwell vs. Dimitri Vegas & Like Mike Mix)
- 2011: Coldplay — Every Teardrop Is a Waterfall (Swedish House Mafia Remix)
- 2011: Michael Calfan — Resurrection (Axwell Re-Edit)
- 2012: Ivan Gough & Feenixpawl ft. Georgi Kay — In My Mind (Axwell Mix)
- 2013: Discopolis — Commited To Sparkle Motion (Axwell Radio Edit)
- 2014: Hook N Sling — Tokyo By Night (feat. Karin Park) [Axwell Remix]
- 2019: Jax Jones & Martin Solveig feat. Madison Beer - All Day & Night (Axwell Remix)

### Swedish House Mafia
все в сотрудничестве с Sebastian Ingrosso и Steve Angello в составе группы Swedish House Mafia

#### Синглы
- 2010: «One»
- 2010: «One (Your Name)» (feat. Pharrell Williams)
- 2010: «Miami 2 Ibiza»
- 2010: «Miami 2 Ibiza» vs. Tinie Tempah
- 2011: «Save The World» (feat. John Martin)
- 2011: «Antidote» (feat. Knife Party)
- 2012: «Greyhound»
- 2012: «Don’t You Worry Child» (feat. John Martin)

#### Официальные ремиксы
- 2011: Coldplay — Every Teardrop Is A Waterfall

### Axwell Λ Ingrosso
все в сотрудничестве с Sebastian Ingrosso в составе группы Axwell Λ Ingrosso

#### Синглы
- 2014: «We Come, We Rave, We Love»
- 2014: «Can’t Hold Us Down»
- 2014: «Something New»
- 2015: «On My Way»
- 2015: «Sun Is Shining»
- 2015: «This Time»
- 2016: «Dream Bigger»
- 2016: «Thinking About You»
- 2017: «I Love You» (feat. Kid Ink)
- 2017: «More Than You Know»
- 2017: «How Do You Feel Right Now»
- 2018: «Dancing Alone» (feat. RØMANS)

### Псевдонимы

#### Mambana
все в сотрудничестве с Isabel Fructuoso
- 2001: «No Reason»
- 2003: «Libre»
- 2004: «Felicidad»
- 2004: «Libre 2005 — The Remixes»
- 2005: «Felicidad 2005 — The Remixes»

#### Quazar
все произведения, опубликованные под псевдонимом Quazar / Sanxion доступны как общественное достояние и доступны на сайте ftp.modland.com
- 1995: «CoMMANDER» (Direct download: comm.s3m.zip)
- 1995: «Stars on Earth»
- 1995: «When we Rise»
- 1996: «At the Morgue»
- 1996: «Hybrid Song (Funky Stars)» (This Song was used by Swedish Software cracking group Hybrid in their cracktro for the videogame «Worms 2»)
- 1997: «Dubbeldist»
- 1997: «Pure Instinct»

#### OXL
- 1995: «Tranquility»
- 1996: «Output»
- 1997: «Pulze»
- 2001: «Pump»

#### Другие псевдонимы
- 2001: «High Priestess» remix (by Tropical Deep), как Soulplayaz
- 2002: «What Would You Do / You Set Me Free», как Soulplayaz
- 2005: «I Get Lifted», как Soulplayaz
- 2002: «So Right», как Jetlag (with Patrick’s Imagination)
- 2003: «Heart of Mine», как Mahogany People
- 2003: «Get Naked», как Starbeach
- 2006: «Tell Me Why», как Supermode (with Steve Angello) (#13 UK, #5 Netherlands)
- 2006: «123 / 321», как Axer (with Eric Prydz)